# 1115
L'any 1115 (MCXV) va ser un any comú començat en divendres del calendari julià.

## Esdeveniments
- Abril - Mallorca: Finalitza la croada croada pisano-catalana a Mallorca, ciutat va capitular i tota la seva població va quedar esclavitzada. Aquesta victòria va ser seguida de la presa de la majoria dels principals assentaments de les Balears i l'alliberament de la majoria de cristians captius a les illes. El governant musulmà independent de la taifa va ser portat captiu a Pisa.[1] A la crònica pisana d'aquesta croada s'utilitza el corònim Catalunya.
- Castell del Papiol: Primera referència documental, essent Ramon Berenguer III el primer senyor del castell.[2]

## Necrològiques
- Bondeno di Roncore: Matilde de Canossa, Gran Comtessa, poderosa senyora feudal llombarda, fundadora de l'Orde de Sant Jaume d'Altopascio.[3]
- Hugues de Flavigny, historiador i monjo benedictí francès, abat de Flavigny entre el 1097 i el 1100.[4]